# البطولة الوطنية المجرية 1964
البطولة الوطنية المجرية 1964 (بالمجرية: 1964-es magyar labdarúgó-bajnokság)‏ هو الموسم 64 من  البطولة الوطنية المجرية. أشرف على تنظيمه اتحاد المجر لكرة القدم، وكان عدد الأندية المشاركة فيه  14، وفاز فيه نادي فيرينتسفاروشي.